# Alicia Cervantes
Alicia Cervantes Herrera (* 24. Januar 1994 in Arandas, Jalisco), auch bekannt unter ihrem Rufnamen Licha (einer Koseform ihres Vornamens), ist eine mexikanische Fußballspielerin.

## Leben
Die heute 154 cm große „Licha“ Cervantes kam am 29. Juli 2017 bei einem Clásico Tapatío zu ihrem ersten Einsatz in der neu kreierten Liga MX Femenil, wo sie seinerzeit noch beim Club Atlas unter Vertrag stand, für den sie im Eröffnungsturnier der Liga MX Femenil spielte, an deren Ende die Meisterschaft vom Stadtrivalen Chivas gewonnen wurde.
Anschließend wechselte „Licha“ Cervantes zum CF Monterrey, mit dem sie in der Apertura 2019 die mexikanische Frauenfußballmeisterschaft gewann. Auf dem Weg zu diesem Titelgewinn kam Cervantes in 17 Begegnungen zum Einsatz und erzielte 2 Tore.
Nach zwei Jahren in Monterrey wechselte „Licha“ Cervantes zu ihrem Herzensverein Chivas Guadalajara, in dessen Frauenfußballmannschaft Chivas Femenil sie seit der zweiten Hälfte des Jahres 2020 tätig ist.
Bei Chivas blühte sie richtig auf und überflügelte bereits nach nur acht Monaten Norma Palafox, die mit 22 Treffern bis zu diesem Zeitpunkt die Rekordtorjägerin des Vereins in der Liga MX Femenil war.
In den beiden Turnieren der Saison 2021/22 war sie jeweils Torschützenkönigin der Liga MX Femenil und am Ende derselben Spielzeit wurde sie außerdem noch als beste Spielerin des Jahres ausgezeichnet.
Mit ihren 3 Treffern, die sie am ersten Spieltag der Clausura 2023 beim 5:1-Sieg gegen die UNAM Pumas erzielte, knackte sie die 100-Tore-Marke, die vor ihr in der Liga MX Femenil lediglich Desirée Monsiváis und Katty Martínez erzielen konnten.
Zum 10:2-Heimsieg gegen Santos Laguna Femenil am 9. Februar 2024 steuerte Licha sechs Treffer bei und stellte somit einen neuen Rekord auf, denn sie ist die erste Spielerin der Liga MX Femenil, die in einer einzigen Begegnung sechs Tore erzielte.
Zugleich gelang es ihr damit, ihren Torrekord in der Liga MX Femenil auf 139 auszubauen, womit sie mit der bis dahin allein führenden Katty Martínez vom Erzrivalen Club América Femenil gleichzog.
Außerdem ist „Licha“ Cervantes mexikanische Nationalspielerin.

## Erfolge

### Verein
- Mexikanischer Meister: Apertura 2019, Clausura 2022

### Persönlich
- Torschützenkönigin der Liga MX Femenil: Apertura 2021, Clausura 2022
- Beste Spielerin der Liga MX Femenil: 2021/22